# Džamija Selimija u Baru
Džamija Selimija i Islamski kulturni centar u Baru, Crna Gora, su zgrade koje je Odbor Islamske zajednice Bara započeo graditi 28. srpnja 2002. godine. Turska Agencija za međunarodnu suradnju i koordinaciju TIKA je završila radove i opremila objekt koji su svečano otvorili 29. – 30. svibnja 2014. godine. Pravoslavna crkva sv. Nikole u Starom Baru se nalazi u blizini ove džamije.

## Povijest
Autori i vodeći odgovorni projektanti od 2002. – 2014. su bili arhitekti i dipl. ing. Selim Resulbegović i Fuad Mavrić iz Ulcinja. To je najveći 
Islamski kulturni centar u Crnoj Gori, i jedan od najvećih na Balkanu, sagrađen na prostoru od 3.950 kvadrata, u sklopu kojeg je džamija Selimija. Radovi su koštali oko četiri milijuna eura, a objekt je izgrađen na vakufskom zemljištu Islamske zajednice. Zavještala ga je Fatima Omerbašić još u XIX vijeku, za potrebe džemata Tuđemili. Bijeli kamen je dopremljen iz Turske, a radovi su trajali dvanaest godina. Naziv je Selimija, u spomen na prvu izgrađenu džamiju u Starom gradu Baru, od koje danas postoje sačuvani samo temelji. 
Islamski kulturni centar sastoji se od dva krila. U desnom krilu nalaze se učionice i informatički kabineti, dječji vrtić s modernom opremom i igralištem, knjižnica i čitaonica, istraživački centar, musafirhana i muhabethana, sanitarni čvorovi i kupatila, kancelarije za službenike i administraciju Odbora. U lijevom krilu je smješten restoran s orijentalnom kuhinjom, sala za šerijatsko vjenčanje, sala za simultano prevođenje, butik s vjerskim rekvizitima, apartmani za goste. Otvaranju su prisustvovali protojerej-stavrofor Radoman Mijajlović, nadbiskup barski Zef Gashi, predsjednik Crne Gore Filip Vujanović, predsjednik Skupštine Crne Gore Ranko Krivokapić, poslanici crnogorskog i turskog parlamenta, odbornici, gospodarstvenici.